# 女囚 07号玲奈
女囚 07号玲奈（じょしゅうぜろななごうれいな、Prisoner No.07 Reina）は2006年製作のVシネマである。配給はアートポート。

## 概説
楠城華子が体当たりで挑んだという女囚エロティックバイオレンスアクションである。妹の復讐と死の真相を探るために刑務所に潜り込んだ、女子アナ出身の玲奈が見たのは、地獄のバトルが繰り広げられるものだった…。

## スタッフ
- 監督：鈴木浩介
- 脚本：小林弘利

## キャスト
- 楠城華子
- 加賀美早紀
- miko
- 菅田俊
- 天野浩成
- 並樹史朗